# Aetheolaena
Aetheolaena là một chi thực vật có hoa trong họ Cúc (Asteraceae).

## Loài
Chi Aetheolaena gồm các loài: